# Joe Cheung
Joe Cheung, de son vrai nom Cheung Tung-cho (張同祖, né le 24 juillet 1944) est un réalisateur, acteur, producteur et scénariste hongkongais.

## Filmographie comme réalisateur
- 1979 : Les Deux Frères justiciers
- 1980 : Chang contre le Dragon blanc
- 1981 : Revenge in Hong Kong
- 1984 : Pom Pom
- 1984 : Challenge on Chasing Girls
- 1985 : Funny Triple
- 1986 : Rosa
- 1987 : Flaming Brothers (en)
- 1988 : Bet on Fire
- 1988 : 18 Times
- 1990 : Return Engagement
- 1991 : The Banquet
- 1992 : Pom Pom & Hot Hot
- 1994 : The True Hero
- 1997 : My Dad Is a Jerk
- 2003 : Give Them a Chance
- 2010 : Kung-Fu Academy